# Moritz Trautmann
Moritz Trautmann (* 24. März 1842 in Clöden; † 23. April 1920 in Frankfurt am Main) war ein deutscher Anglist und Professor an der Universität Bonn.

## Werdegang
Trautmann ging auf das Gymnasium in Eisleben, studierte ab 1863 an der Universität Halle und wechselte 1865 an die Universität Berlin. 1866/67 arbeitete er als Lehrer in Küstrin und Stettin, absolvierte 1867/68 einen Studienaufenthalt in Italien und von 1868 bis 1870 in Frankreich. Er promovierte 1871 zum Dr. phil. und hielt sich danach einige Zeit in England auf, war 1874/75 Lehrer in Leipzig und habilitierte sich 1876 an der dortigen Universität, wo er anschließend noch bis 1880 als Dozent tätig war. Zusammen mit dem Leipziger Professor Richard Paul Wülker (1845–1910) gab er zwischen 1876 und 1885 die Zeitschrift Anglia heraus. Seit 1898 fungierte er als Herausgeber der Bonner Beiträge zur Anglistik. In Leipzig war er außerdem zusammen mit Wülker an der Gründung des dortigen Akademisch-Neuphilologischen Vereins (seit 1924 Burschenschaft im ADB Plessavia Leipzig) beteiligt.
1880 wurde er außerordentlicher, 1885 ordentlicher Professor in Bonn. Einer seiner Hörer dort war der irische Student und später Mitglied des englischen Parlaments, John Pius Boland, der nach dem WS 1895/96 nach Athen reiste, wo er Olympiasieger im Tennis wurde. Auch in Bonn bemühte Trautmann sich intensiv um einen engeren Zusammenschluss der dortigen Neuphilologen. So wurde er im SS 1882 zum Spiritus rector und Ehrenmitglied des neugegründeten Akademisch-Neuphilologischen Vereines, einer fachwissenschaftlichen Korporation im Weimarer Kartellverband (seit 1920 Landsmannschaft Nassovia Bonn).
Er hat ein Ehrengrab auf dem Poppelsdorfer Friedhof in Bonn. Eine Tochter war mit dem Historiker Georg Küntzel verheiratet.

## Schriften
- Ueber Verfasser und Entstehungszeit einiger alliterirender Gedichte des Altenglischen. 1876 (Digitalisat).
- Die Sprachlaute im allgemeinen und die Laute des Englischen, Französischen und Deutschen im besonderen. 1884–1886 (Digitalisat).
- Kynewulf, der Bischof und Dichter. 1898.
- Kleine Lautlehre des Deutschen, Französischen und Englischen. 1903 (Digitalisat).
- Das Beowulf-Lied. Als Anhang des Finn-Bruchstück und die Waldhere-Bruchstücke. Bearb., Text und dt. Übersetzung. 1904 (Digitalisat).
- Die Fremdwörtersucht im geschäftlichen Leben und ihre Bekämpfung. 1912.
- Die altenglischen Rätsel. Hrsg. von M. Trautmann. 1915.
- Hasso Brand [d. i. Moritz Trautmann], Auf nach Afrika, Lustspiel in fünf Akten, Bonn: Behrendt 1889.